# 22 d'agost
El 22 d'agost és el dos-cents trenta-quatrè dia de l'any del calendari gregorià i el dos-cents trenta-cinquè en els anys de traspàs. Queden 131 dies per finalitzar l'any.

## Esdeveniments
Països Catalans
- 1936 - Lleida - És assassinat el diputat carlí Casimir de Sangenís i Bertrand per milicians del Front Popular.

Resta del món
- 1485 - Batalla de Bosworth Field i fi de la Guerra de les Roses a Anglaterra.
- 1642 - Inici de la Guerra Civil anglesa.
- 1717 – Tropes espanyoles desembarquen a Sardenya.
- 1770 - L'expedició de James Cook arriba a la costa est d'Austràlia.
- 1851 - La goleta America guanya la primera copa de les 100 guinees, predecessora de la Copa de l'Amèrica.
- 1864 - Ginebra (Suïssa): se signa la Convenció de Ginebra, que reconeix un mínim de drets humans en temps de guerra i acorda la creació de la Creu Roja.
- 1910 - L'Imperi Japonès s'annexiona Corea.
- 1911 - Es descobreix el robatori de la Mona Lisa.
- 1920 - Primera edició del Festival de Salzburg.
- 1941 - Les tropes alemanyes inicien el setge de Leningrad.
- 1962 - L'OAS intenta d'assassinar el president francès Charles de Gaulle.
- 1988 - S'encunya el coala australià, la primera moneda de platí.
- 2004 - Al Museu Munch d'Oslo (Noruega) es roben dos quadres d'Edvard Munch, El crit i Madonna

## Naixements
Països Catalans
- 1843 - Ulldecona, Montsià: Manuel Sales i Ferré, filòsof, historiador i publicista (m. 1910).
- 1879 - Barcelona: Josep Pijoan i Soteras, arquitecte, historiador i crític d'art, assagista, poeta i agitador cultural (m. 1963).[1]
- 1911:
  - Castalla, l'Alcoià: Enric Valor i Vives, escriptor, rondallista i gramàtic valencià (m. 2000).
  - El Pont de Vilomara, Bages: Jesús Serra i Santamans, empresari i dirigent esportiu català que va participar en la creació de diferents empreses, entre les quals es troben Catalana Occident i Asepeyo (m. 2005).
- 1926 - Barcelona: Cassià Maria Just i Riba, monjo i músic, abat del Monestir de Montserrat (m. 2008).
- 1928 - Alcalà de Xivert, Baix Maestrat: Vicenç Iturat Gil va ser un ciclista valencià.
- 1932 - Campos, Mallorca: Joan Veny i Clar, lingüista i dialectòleg mallorquí.
- 1937 - València: Enrique García Asensio és un músic violinista, compositor i director d'orquestra valencià.
- 1959 - Barcelonaː Montse Alcoverro, actriu catalana de teatre, cinema i televisió.[2]
- 1960 - Barcelona: Alfons de Vilallonga i Serra músic i compositor de cinema.
- 1961 - Girona: Concepció Ramió i Diumenge, compositora, professora de música i directora de cobla gironina.[3]
- 1962 - Puçol, Horta Nord: Manel Alonso i Català, escriptor, editor i periodista valencià.
- 1963 - Reus (Baix Camp): 'Gaietà Cornet Pàmies, atleta català que va competir en la prova dels 400 metres llisos.
- 1975 - 
  - Barcelona: Xantal Llavina, periodista de televisió, ràdio i premsa catalana.[4]
  - Perpinyà: Muriel Taurinyà, emprenedora i activista cultural nord-catalana.[5]
- 1981 - Vidreres, la Selva: Joan Enric Barceló i Fàbregas, músic, compositor, cantant i escriptor.

Resta del món
- 1774 - Rottweil (Sacre Imperi): Bartholomäus Herder, editor alemany (m. 1839).[cal citació]
- 1792 - Hangzhou, Zhejiang (Xina): Gong Zizhen, pensador, escriptor i poeta xinès (m. 1841).[6]
- 1807 - Copenhaguen: Emma Hartmann, compositora danesa que va fer servir el pseudònim Frederick H. Palmer (m. 1851).[7]
- 1831 - Aquisgrà: Marie Louise Dustmann-Meyer, soprano alemanya (m. 1899).
- 1857:
  - Hoorn, Holanda del Nord: Johannes Messchaert, cantant neerlandès (m. 1922).
  - Màlaga, Espanya: Juan Picasso González, militar espanyol, heroi de guerra a l'Àfrica i instructor de la investigació militar més important de la història espanyola: l'Expedient Picasso, investigació sobre el Desastre d'Annual (m. 1935).
- 1860 - Calataiud: Blanca Catalán de Ocón Gayolá, primera botànica espanyola (m. 1904).[8]
- 1862 - Saint-Germain-en-Laye (França): Claude Debussy, compositor francès (m. 1918).[9]
- 1874 - Hollerich: Aline de Saint-Hubert, filantropa i mecenes luxemburguesa.[10]
- 1882 - París: Élise Delaroche, primera dona al món a obtenir una llicència de pilot d'aviació (m. 1919).[11]
- 1893 - Long Branch, (Nova Jersey, Estats Units): Dorothy Parker, escriptora nord-americana (m. 1967)[12]
- 1898 - Filadèlfia (Pennsilvània, EUA): Alexander Calder, escultor, pintor i dibuixant estatunidenc, especialment conegut per ser el creador dels mobiles, un tipus d'escultures cinètiques (m. 1976).[13]
- 1904 - Guang'an, Sichuan, Xina: Deng Xiaobing, polític xinès, màxim líder de la República Popular de la Xina des de 1978 fins als últims anys de la seua vida (m. 1997).[14]
- 1908 - Chanteloup-en-Brie, Sena i Marne, França: Henri Cartier-Bresson, fotògraf francès (m. 2004).
- 1909 - Palerm: Lia Pasqualino Noto, pintora i galerista italiana (m. 1998).[15]
- 1917 - Clarksdale, Mississipi: John Lee Hooker, cantant i guitarrista de blues estatunidenc (m. 2001).[16]
- 1920 - Waukegan, Illinois, Estats Units: Ray Bradbury fou un novel·lista, escriptor d'històries curtes i assaigs, dramaturg, guionista i poeta estatunidenc.
- 1928 - Burg Mödrath, prop de Colònia, land de Rin del Nord-Westfàlia, Alemanya: Karlheinz Stockhausen, compositor alemany (m. 2007).[17]
- 1934 - Trenton, Nova Jersey (EUA): Norman Schwarzkopf, militar estatunidenc que serví com a comandant en cap de les Forces de la Coalició durant la Guerra del Golf (m. 2012).
- 1935 - Norwich (Connecticut): Annie Proulx, escriptora i periodista estatunidenca, coneguda per les seves novel·les i relats curts.[18]
- 1951 - Tsu, Prefectura de Mie: Leiko Ikemura, pintora i escultora de nacionalitat japonesa-suïssa, resident a Alemanya.[19]
- 1961 - Buenos Aires, Argentina: Andrés Calamaro, músic i compositor argentí.
- 1964 - Växjö, Suècia: Mats Wilander, jugador professional de tennis suec.
- 1967 - 
  - Grants Pass, Oregon, Estats Units: Ty Burrell és un actor estatunidenc de cinema i televisió.
  - Atsuta-ku, Japó: Yukiko Okada, popular cantant, ídol japonès dels anys 80 (m. 1986)
- 1968 - Sant Petersburg, URSS: Aleksandr Mostovoi fou un futbolista rus.
- 1978 - Londres, Anglaterra: James Corden, és un actor, comediant, cantant, guionista, productor i presentador de televisió anglès.
- 1981 - Fort Collins, Estats Units: Ross Marquand, Actor nord-americà.
- 1995 - Londres, Anglaterra:  Dua Lipa, cantant, model i compositora.

## Necrològiques
Països Catalans
- 1894 - Sóller, Mallorca: Josep Lluís Pons i Gallarza, poeta català i un dels impulsors dels Jocs Florals.
- 1938 - Vic, Osona: Lluís Brugarolas i Ventulà, compositor i organista del Santuari de Rocaprevera de Torelló (n. 1881).
- 1975 - Barcelona: Pilar Bagüés Blasco, soprano vilanovina (n. 1882).[20]
- 1998 - Badalona: Carme Guasch i Darné, poetessa i escriptora catalana (n. 1928).[21]
- 2016 - Barcelona, Barcelonès): Jordi Carbonell i de Ballester, polític i filòleg català (n. 1924).
- 2024 - Josep Antoni Grimalt, filòleg, escriptor i professor mallorquí (m. 1938).[22]

Resta del món
- 1241 - Roma, Estats Pontificis: Gregori IX, papa (n. 1143).
- 1280 - Roma, Estats Pontificis: Nicolau III, papa (n. 1215).
- 1485 - Bosworth Field, Leicestershire, Anglaterra: Ricard III, darrer rei de la Casa de York (n. 1452).
- 1664 - Pitschen, Alta Silèsia: Maria Cunitz, astrònoma i matemàtica (n. 1610).[23]
- 1777 - Solothurn, Suïssa: Johann Kyburz, orguener suís (n. 1777).[cal citació]
- 1806 - París, França: Jean-Honoré Fragonard, pintor rococó francès (n. 1732).
- 1861 - Pequín, Xina: emperador Xianfeng, novè emperador de la dinastia Qing (n. 1831)[24]
- 1878 - Le Havre, França: Maria Cristina de Borbó-Dues Sicílies, reina consort d'Espanya (1829-33) i regent (1833-40) (n. 1806).[25]
- 1903 - Hatfield, Hertfordshire, Anglaterra: Robert Gascoyne-Cecil, polític anglès, Primer Ministre del Regne Unit (n. 1830).
- 1904 - St. Louis, Missouri: Kate Chopin, escriptora estatunidenca, precursora de l'interès per la llibertat de les dones (n. 1850).[26]
- 1922 - Béal na Bláth, vora Cork (Irlanda): Mícheál Ó Coileáin o Michael Collins, líder revolucionari irlandès (n. 1890).
- 1940 - 
  - St. Andrews (Nova Brunswick): Mary Vaux Walcott, artista i naturalista, pintora d'aquarel·les de flors de plantes silvestres (n. 1860).[27]
  - Toledo: Isidre Gomà i Tomàs, cardenal primat d'Espanya durant la Guerra Civil espanyola (n. 1869).
- 1958 - Bellême (França): Roger Martin du Gard, novel·lista francès, Premi Nobel de Literatura de 1937 (n. 1881).[28]
- 1978 - Mombasa, (Kenya): Jomo Kenyatta (nom tribal, Kamau wa Ngengi), polític africà, Primer Ministre (1963-1964) i President (1964 – 1978) de Kenya després de la independència (n. 1892).[29]
- 1989 - Oakland (Califòrnia, EUA): Huey P. Newton, polític i revolucionari nord-americà, cofundador i líder inspirador del Partit de les Panteres Negres (n. 1942).
- 1995 - Fuengirola, Màlaga: José Antonio Girón de Velasco, polític falangista espanyol de gran importància durant la dictadura del general Francisco Franco (n. 1911).
- 1998 - Cuernavaca, Morelos: Elena Garro, periodista i escriptora mexicana, iniciadora del realisme màgic.[30]
- 2003 - Torremolinos, Màlaga: Imperio Argentina, actriu, cantant i ballarina hispano-argentina (n. 1910).[31]
- 2009 - Santiago de Xile: Matilde Ladrón de Guevara, escriptora xilena (n. 1910).[32]

## Festes i commemoracions
- Onomàstica: sants Simforià d'Autun, màrtir; Felip Benizi, servita; Sant Guinefort, gos llegendari.